# Eksperyment kontrolowany
Eksperyment kontrolowany – w psychologii metoda badawcza, w której obserwacje określonych zachowań przeprowadza się w systematycznie zmienianych warunkach, które kontroluje i którymi manipuluje eksperymentator, a osoby badane przydziela się losowo do grup poddawanych albo niepoddawanych bodźcom (zmiennym niezależnym).